# Руський Саскуль
Ру́ський Саску́ль (рос. Русский Саскуль, башк. Урыҫ Һаҫыҡкүле) — присілок у складі Гафурійського району Башкортостану, Росія. Входить до складу Білоозерської сільської ради.
Населення — 338 осіб (2010; 395 в 2002).
Національний склад:
- росіяни — 66%

## Видатні уродженці
- Ковальський Антон Пилипович — Герой Радянського Союзу.